# Connaught Cup 1913
De Connaught Cup 1913 was het eerste seizoen van Canada's nationale voetbalbeker, toen de enige nationale voetbalcompetitie in het land. De bekercompetitie werd gespeeld van 1 tot 6 september 1913 te Fort William (Ontario).

## Deelnemende teams
Vier regio's vaardigden een team af voor het eerste Connaught Cup-seizoen in 1913. Het betrof:
| Provincie     | Team                | Plaats       |
| ------------- | ------------------- | ------------ |
| Manitoba      | Norwood Wanderers   | St. Boniface |
| Noord-Ontario | Fort William CPR    | Fort William |
| Zuid-Ontario  | Toronto Old Country | Toronto      |
| Quebec        | Lachine             | Lachine      |

## Toernooi

### Format
De vier teams speelden ieder eenmaal tegen elkaar in de voetbalarena in Fort William. Een overwinning telde voor 2 punten, een gelijkspel voor 1 punt en een nederlaag leverde 0 punten op. Zo werd er na drie matchen een competitietabel bekomen. Het hoogste gerangschikte team mocht zich de eerste winnaar van de Connaught Cup noemen.

### Eerste ronde
| Datum       |                     | Uitslag |                     | Toeschouwers |
| ----------- | ------------------- | ------- | ------------------- | ------------ |
| 1 september | Fort William CPR    | 3–2     | Toronto Old Country | 2.000        |
| 2 september | Norwood Wanderers   | 3–0     | Lachine             | 3.000        |
| 3 september | Norwood Wanderers   | 1–1     | Toronto Old Country | ?            |
| 4 september | Fort William CPR    | 0–3     | Lachine             | ?            |
| 5 september | Toronto Old Country | 0–0     | Lachine             | ?            |
| 6 september | Fort William CPR    | 2–2     | Norwood Wanderers   | ?            |

De Norwood Wanderers uit Manitoba bleven als enige team ongeslagen. Ze haalden 4 punten op een totaal 6, waarmee ze zich tot eerste overwinnaars van de Connaught Cup kroonden.
|      | Nr. | Club                | GS | W | G | V | DV | DT | DS | PTN |
| ---- | --- | ------------------- | -- | - | - | - | -- | -- | -- | --- |
| Goud | 1.  | Norwood Wanderers   | 3  | 1 | 2 | 0 | 6  | 3  | +3 | 4   |
|      | 2.  | Lachine             | 3  | 1 | 1 | 1 | 3  | 3  | 0  | 3   |
|      | 3.  | Fort William CPR    | 3  | 1 | 1 | 1 | 5  | 7  | -2 | 3   |
|      | 4.  | Toronto Old Country | 3  | 0 | 2 | 1 | 3  | 4  | -1 | 2   |